# 로얄레 유니온 투비즈-브라이네
로얄레 유니온 투비즈-브라이네(Royale Union Tubize-Braine)는 튀비즈를 연고로 하는 벨기에의 축구 클럽으로 현재 벨기에 1부 아마추어 디비전에 출전하고 있다.

## 개요
1953년 창단되었으며, 2014년 8월 대한민국의 기업 스포티즌에 인수되었다.
황진성, 남승우 등의 한국선수를 영입하였고, 코치로 김은중을 영입하였다.
2016년에는 전지훈련 차원에서 한국을 방문해 코치 김은중의 은퇴 경기인 대전 시티즌과의 It's Daejeon 축구대회에 참가하였으며, 전지훈련 기간 중에도 고려대학교, 경주 한수원, 전북 현대 등과 친선경기를 가졌다.

## 역사
- 1953년 2월 2일 창단
- 1990년 FC 튀비즈(F.C. Tubize)와 AR 튀비즈(Amis Réunis de Tubize)가 합병되면서 재창단

## 역대성적
- 2012/13 시즌 : Second Div. 9위
- 2011/12 시즌 : Second Div. 12위
- 2010/11 시즌 : Second Div. 8위
- 2009/10 시즌 : Second Div. 15위
- 2008/09 시즌 : Pro League 17위
- 2007/08 시즌 : Second Div. 2위(승격)
- 2006/07 시즌 : Second Div. 9위
- 2005/06 시즌 : Second Div. 12위
- 2004/05 시즌 : Second Div. 6위
- 2003/04 시즌 : Second Div. 4위

## 선수 명단
2024년 7월 24일 기준

참고: FIFA 자격 규정에 따라 소속된 국가대표팀 국기를 표시합니다. 선수는 복수의 FIFA 비회원국 국적을 가지고 있을 수 있습니다.
| 번호 | 포지션 | 국적       | 이름          |
| ---- | ------ | ---------- | ------------- |
| 3    | DF     | 크로아티아 | 로렌조 프르쇼 |
| 4    | DF     | 모로코     | 카림 에시칼   |

| 번호 | 포지션 | 국적 | 이름 |
| ---- | ------ | ---- | ---- |

### 임대
참고: FIFA 자격 규정에 따라 소속된 국가대표팀 국기를 표시합니다. 선수는 복수의 FIFA 비회원국 국적을 가지고 있을 수 있습니다.
| 번호 | 포지션 | 국적 | 이름 |
| ---- | ------ | ---- | ---- |

## 역대 감독
| 감독         | 임기 |
| ------------ | ---- |
| 미셸 드 올프 | 2017 |